# Villegas
Villegas è un comune spagnolo di 87 abitanti situato nella comunità autonoma di Castiglia e León.
Comprende la località di Villamorón.